# Tatjana Clasing
Tatjana Clasing (Amburgo, 8 febbraio 1964) è un'attrice tedesca, attiva principalmente in campo televisivo e nei musical.

## Carriera
Sul piccolo schermo, è apparsa in oltre una trentina di differenti produzioni, a partire dall'inizio degli anni novanta..  Tra i suoi ruoli più noti, figurano quello di Marie Schwarz nella serie televisiva SK Kölsch (1999-2006), quello di Simone Steinkamp nella soap opera Alles was zählt (2006-...) e quello di Uschi Nowatzki nella serie televisiva Last Cop - L'ultimo sbirro (2010-2014).

## Filmografia

### Cinema
- Abschied vom falschen Paradies, regia di Tevfik Baser (1989)
- Europa, abends (1989)
- Rohtenburg, regia di Martin Weisz (2006)
- Last Cop - L'ultimo sbirro (Der letzte Bulle), regia di Peter Thorwarth (2019)

### Televisione
- Tatort - serie TV, 11 episodi (1993-2010)
- Die Gerichtsreporterin - serie TV, episodio 1x07 (1994)
- Frauenmörder Arved Imiela - film TV (1995)
- Verbrechen, die Geschichte machten - Arved Imiela - Blaubart aus Femarn - film TV (1995)
- Ein Mord auf dem Konto - film TV (1996)
- Das Recht auf meiner Seite - film TV (1997)
- Davids Rache - film TV (1997)
- Ärzte - serie TV, episodio 5x04 (1997)
- Weekend mit Leiche - film TV (1998)
- SK Kölsch - serie TV, 67 episodi (1999-2006)
- Nie mehr zweite Liga - film TV (2000)
- Balko - serie TV, episodio 5x15 (2000)
- Am Anfang war die Eifersucht - film TV (2001)
- Opferlamm - Zwischen Liebe und Haß - film TV (2001)
- Küss mich, Tiger! - film TV (2001)
- Verdammt verliebt - serie TV, 26 episodi (2002)
- Das Herz ist rot - film TV (2003)
- Das Wunder von Lengede - film TV (2003)
- Il medico di campagna - serie TV, episodio 13x09 (2004)
- Squadra Speciale Cobra 11 - serie TV, episodio 9x01 (2005)
- Nicht ohne meinen Schwiegervater - film TV (2005)
- 14º Distretto - serie TV, 5 episodi (2005-2006)
- Heimatgeschichten - serie TV, 5 episodi (2005-2009)
- Alles was zählt - soap opera, 2526 puntate (2006-2025)
- Il commissario Herzog (Der Alte) - serie TV, episodio 32x01 (2008)
- Wilsberg - serie TV, episodio 1x28 (2009)
- Squadra speciale Lipsia - serie TV, episodio 10x08 (2010)
- Gute Zeiten, schlechte Zeiten - soap opera, puntata 4489 (2010)
- Danni Lowinski - serie TV, episodio 1x11 (2010)
- Last Cop - L'ultimo sbirro - serie TV, 55 episodi (2010-2014)
- Squadra Speciale Colonia - serie TV, episodio 10x08 (2011)
- Squadra Speciale Stoccarda - serie TV, episodi 3x17-7x08 (2012-2015)
- Il commissario Heldt (Heldt) - serie TV, episodio 3x01 (2015)
- Bettys Diagnose - serie TV, episodio 1x12 (2015)

## Doppiatrici italiane
- Antonella Alessandro in Last Cop - L'ultimo sbirro[5]